# Конъюнктурный институт при Наркомате финансов Союза ССР
Конъюнкту́рный институ́т при Наркома́те фина́нсов Сою́за ССР основан выдающимся русским экономистом Николаем Дмитриевичем Кондратьевым, основоположником теории больших циклов в экономике, как центр изучения экономических циклов.

## Начальный период
Первоначально, как научное учреждение, Конъюнктурный институт был организован в сентябре 1920 года при Тимирязевской (Петровской) сельскохозяйственной академии. Решением профессорского совета заведующим институтом был назначен Н. Д. Кондратьев. Штат института был определён из 5 человек: заведующего, его заместителя и трех статистиков. К деятельности привлекались студенты старших курсов и аспиранты сельскохозяйственной академии.
Основной целью института явилось теоретическое изучение конъюнктуры и систематическое наблюдение за её изменениями в мире и, в частности, в СССР.
В 1922 году выходит в свет первая значительная работа Конъюнктурного института, а именно, книга Н. Кондратьева «Мировое хозяйство и его конъюнктура во время и после войны». В ней обозначена важнейшая сфера будущих интересов принесших мировую известность — тема больших циклов конъюнктуры. С середины 1922 г. институтом регулярно публикуются расчёты индексов розничных цен, исследования динамики сельскохозяйственного рынка, денежного обращения и кредита. Эти работы в сочетании с наступлением НЭПа, существенно повысившим практическую важность исследований проблем конъюнктуры, определили необходимость перевода института в структуру Народного комиссариата финансов Союза ССР.

## Деятельность с 1923 по 1928 годы
По инициативе наркома финансов Г. Я. Сокольникова, в январе 1923 г. Конъюнктурный институт переведён в ведение Наркомфина СССР. Организационно он стал частью научного подразделения комиссариата — Финансово-экономического бюро (ФЭБ). По мнению А. В. Чаянова, институт создавался «по типу американских». Из личных черт заведующего институтом отмечалось его высокая научная культура. Не известно ни одного случая, когда он поставил свою подпись под чужой работой, а выступая с докладами, всегда оговаривал персональный вклад каждого из авторов той или иной разработки.
Кроме Конъюнктурного института в ФЭБ входил Институт экономических исследований. Приказом № 21 от 22 августа 1923 г. Конъюнктурному институту были установлены штаты в количестве 51 чел. (ЦГАНХ СССР. Ф. 7733. Оп. 1. Д. 730. Л. 62).
Статус структурного подразделения Наркомфина позволил привлечь к работе в институте высококвалифицированных специалистов. Так как институту была предоставлена независимость в выборе направлений исследований, их круг был расширен и получаемые результаты удалось теснее увязать с практическими задачами стоящими перед хозяйством страны.
Структурно институт подразделялся на 6 секций: индексов и цен; сельскохозяйственного рынка; конъюнктуры промышленности, торговли, труда и транспорта; денежного обращения, кредита и финансов; мирового хозяйства; методологии изучения конъюнктуры. Кроме того, для соблюдения научно-методологического единства, существовала секция методологии. Все они действовали под общим научным руководством заведующего институтом Н. Кондратьева.
Для сбора информации Конъюнктурный институт привлекал аппарат Наркомфина расположенный в приблизительно 800 корреспондентских пунктах по стране. Результаты публиковалась в «Экономическом бюллетене» — издании института.
По мере свертывания НЭПа и перехода к административно-командным методам управления экономикой, деятельность Конъюнктурного института была признана «буржуазной» и «вредной». Сыграло свою роль и острая критика в публикациях института Проекта первого пятилетнего плана.
С середины 1927 г. заведующий Конъюнктурным институтом был подвергнут жёстким политическим обвинениям.
В апреле 1928 года Н. Кондратьева сместили с поста заведующего институтом, а немного спустя, уволили из Наркомфина. 8 мая решением СНК СССР институт был определён к передаче от Наркомата финансов в Центральное Статистическое Управление. Причинами этого называлась необходимость упорядочивания статистических исследований в стране и их централизация для исключения дублирования. Попытки оспорить такие действия последствий не имели.
16 июня 1928 г. в Наркомфине был выпущен приказ о передаче Конъюнктурного института в ЦСУ. В дополнение к нему, 20 июня 1928 г., в новом приказе за № 203 уточнялось, что деятельность Конъюнктурного института при Наркомате финансов Союза ССР завершается с 1 июля 1928 г.

## Работа института в последующие годы
Как следует из акта передачи от 14 июля 1928 г., на работу в ЦСУ перешли 42 человека. Директором Конъюнктурного института в ЦСУ СССР стал П. И. Попов. Деятельность в системе ЦСУ означала прекращение важнейших исследований института, так как они физически были невыполнимы вне Наркомфина СССР. Однако институт в ЦСУ просуществовал недолго. Его ликвидировали в январе 1930 года после преобразования ЦСУ в управление Госплана СССР (ЦУНХУ).

## Известные сотрудники[5]
- Вайнштейн, Альберт Львович — консультант и заместитель директора (1923—1928), старший научный сотрудник сектора статистики внешней торговли (1929—1930)
- Конюс, Александр Александрович
- Опарин, Дмитрий Иванович — научный сотрудник, ученый секретарь «Экономического бюллетеня Конъюнктурного института»[6] (1922—1924)
- Слуцкий, Евгений Евгеньевич — консультант[3]